# Paleolítico superior
El Paleolítico superior es el tercero y último de los periodos en que está dividido el Paleolítico, la etapa inicial de la Edad de Piedra. Está caracterizado por la preponderancia de las industrias líticas englobadas en el modo técnico 4 y clasificadas en distintas cronoculturas: Châtelperroniense, Auriñaciense, Gravetiense, Solutrense y Magdaleniense, según los yacimientos epónimos de Francia donde fueron identificadas. Se extiende aproximadamente entre los años 40-30 000 antes del presente (AP) y el 12-10 000 AP.
El Paleolítico superior coincide con la segunda mitad del último periodo glacial, de clima muy frío aunque con intervalos algo más templados (los interestadiales). También se caracterizó porque las especies humanas de anteriores periodos, como Homo erectus, el homínido de Denísova, Homo neanderthalensis u Homo floresiensis, fueron sustituidas en todo el mundo por el Homo sapiens, que quedó como el único superviviente de la subtribu Hominina.

## Antecedentes

Mapamundi de las migraciones de Homo sapiens, con el polo norte como centro. Los patrones de migración están basados en estudios del ADN mitocondrial (matrilineal). Los números representan miles de años. África es el punto de partida, leyéndose desde la parte superior izquierda hasta América del Sur en el extremo derecho.

La caracterización inicial del Paleolítico superior se basó en la aparición en el registro arqueológico de una nueva tecnología lítica conocida como modo técnico 4, que fue encontrada básicamente en Europa. Por ello, su cronología se relacionó con la llegada y expansión del H. sapiens por el continente europeo y sus regiones aledañas. Las investigaciones posteriores han relativizado y ampliado esta visión, demostrando que algunas de las novedades culturales que se dieron en Europa a partir del 40 000 AP ya se habían producido en África con anterioridad: el arte, la talla lítica laminar, una industria ósea muy específica y nuevas herramientas y estrategias de caza. Las primeras manifestaciones simbólico-artísticas se han hallado en Sudáfrica y se datarían en unos 75 000 años, mientras que en la República Democrática del Congo se identificaron instrumentos óseos de unos 90-75 000 años. Los restos más antiguos conocidos del H. sapiens arcaico tienen una antigüedad de 150 000 y de 170 000 años y corresponden respectivamente a Sudáfrica y Etiopía. Asimismo, los estudios del genoma mitocondrial señalan nuestro origen en África entre tales fechas y los 200 000 años AP. Las transformaciones que dieron lugar a nuestra especie debieron producirse en una pequeña parte de la población africana, en unos 10 o 15 000 individuos, a partir de los cuales se generaron todos los grupos humanos modernos. Así lo demostraría la poca variabilidad genética existente entre las personas actuales.
En Israel se hallaron restos óseos de hace unos 100 000 años, lo que indicaría una pronta expansión de nuestra especie por el sur de Asia, llegando a Australia entre los 60-50 000 años AP. Por Europa empezarían a distribuirse hace 40 000 años y en América se asentaron definitivamente hace 15 000, aunque hay autores que adelantan la fecha de penetración hasta hace 75-40 000 años. Relacionadas con la expansión mundial de nuestra especie estarían las extinciones masivas de especies animales que se produjeron en Australia, América y aquellas islas que todavía no habían sido colonizadas por humanos.

## Homo sapiens
Los primeros afectados por nuestra expansión fueron las otras especies de hominidos que vivían en Europa o Asia y que, tras un periodo de coexistencia, desaparecieron. Hace unos 100 000 años el H. sapiens arcaico llegó a Palestina, pero no fue capaz de seguir hacia occidente, quizás porque su tecnología, la musteriense, era igual que la de su contemporáneo, el H. neanderthalensis, que habitó esa misma región posteriormente, sobre el 60 000 AP. Pero sí que se distribuyó por oriente, sustituyendo fácilmente a los últimos Homo erectus de Indonesia o China y llegando a Australia hace unos 60 000 años. Hacia el 40 000 AP y ya con sus nuevas herramientas auriñacienses, los cromañones empezaron a extenderse por toda Europa, compartiendo durante unos 10 000 años el terreno con los neandertales, que llegaron a adoptar industrias y comportamientos culturales similares antes de desaparecer definitivamente.

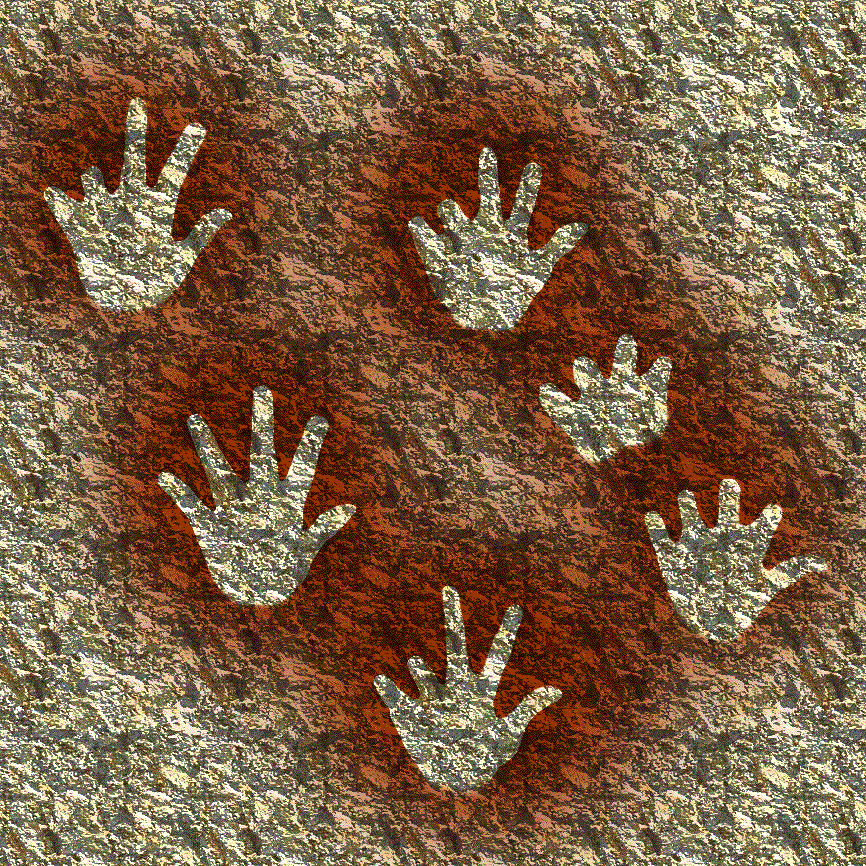
Manos en negativo de la cueva de Gargas, Altos Pirineos, Francia.

Todos nosotros pertenecemos a la especie Homo sapiens. Nuestro cráneo, con una capacidad media de 1400 cm³, es más redondeado y alto que el de nuestros predecesores, tenemos mentón y unos arcos supraorbitales poco evidentes. La inteligencia de H. sapiens no es superior a la que debió tener H. neanderthalensis, pero sí es diferente, muy relacionada con los comportamientos simbólicos que nos llevaron a desarrollar el arte y unas relaciones sociales cada vez más complejas. Un claro exponente de esta nueva preocupación por los simbolismos es la abundancia de adornos personales cosidos a las ropas o en forma de collares, pulseras o cinturones, decorando sus herramientas o incluso su propio cuerpo, como parece indicar la presencia de ocre en algunos enterramientos. Estos ornamentos no solamente cumplirían un papel estético sino que también servirían para identificar a sus portadores y relacionarlos con su grupo o tribu.
El esqueleto de los primeros H. sapiens era más ligero que el de los neandertales y se fue volviendo cada vez más grácil a lo largo del Paleolítico superior. También se fue haciendo más pequeño: si al principio del periodo la media de altura masculina era de 1,76 m y la femenina de 1,63, en el Mesolítico-Epipaleolítico se había reducido a 1,63 y 1,51 respectivamente. Es posible que estos cambios fueran la consecuencia de la aparición de armas como el propulsor y el arco, que les permitieron matar sus presas a gran distancia, necesitando así mucha menos energía y fuerza. A la vez, su mayor ligereza les permitía realizar largos desplazamientos con un gasto energético relativamente bajo.

## Paleolítico superior europeo
El Paleolítico superior europeo se extiende entre la llegada del H. sapiens al continente, hace unos 40 000 años y el comienzo del Holoceno, hace 12-10 000. Aunque los primeros restos óseos conocidos, hallados en Peștera cu Oase (Rumanía), Mladeč (República Checa) o Cro-Magnon (Francia), tienen entre 35-30 000 años. Durante ese tiempo se desarrollaron una serie de técnicas basadas en la talla laminar o modo técnico 4, mediante la cual las lascas obtenidas alcanzaban un alto índice de estandarización y especialización. Estas láminas u hojas presentan una tendencia a ser progresivamente más largas y pequeñas. Se diferencia entre raspadores, buriles, láminas de dorso rebajado y puntas foliáceas, trabajadas mediante la percusión y/o presión. Además hay una abundante industria ósea entre la que destacan las azagayas, los bastones perforados, agujas, arpones, anzuelos, espátulas etc. Paralelo a esta evolución apareció el arte, medio de expresión simbólico que encontramos sobre diversos soportes: pinturas parietales, estatuillas y esculturas.
Los principales complejos culturales relacionados con todos estos instrumentos son:
- Châtelperroniense (40 000-35 000 AP): identificado en el centro y suroeste de Francia y el norte de España. Parece ser que derivó del Musteriense, representando una fase de transición hacia el siguiente.
- Auriñaciense (38 000-25 000 AP): se encuentra en Europa y suroeste de Asia, pudiendo haber sido contemporáneo del Perigordiense, una controvertida agrupación del definido anteriormente y el posterior Gravetiense. Abundancia de raspadores, láminas de dorso y azagayas.
- Gravetiense (25 000-20 000 AP): desde Francia hasta Rusia. Presenta elementos de dorso acabados en punta, raederas y una importante expansión del arte mueble.
- Solutrense (20 000-17 000 AP): su limitada distribución está restringida a la Península ibérica y Francia. Sus artefactos característicos son unas puntas en forma de hoja de laurel, de sauce o con aletas, fabricadas con retoque plano.
- Magdaleniense (17 000-10 000 AP): hay buriles, raspadores y laminitas, pero sobre todo hay un gran aumento de los instrumentos realizados en hueso o asta.[10]

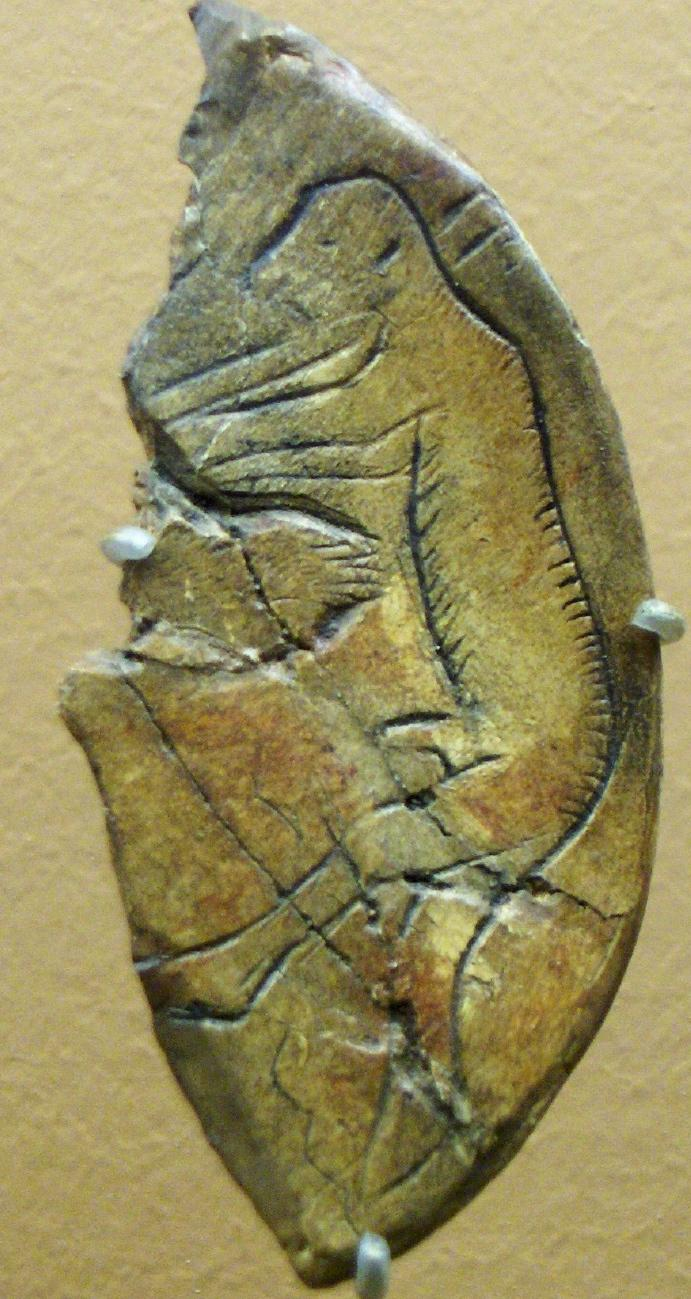
Placa paleolítica grabada sobre hueso hallada en la gruta Sous-Grand-Lac, Dordoña, Francia.

Se multiplicaron las muestras de arte mueble o portátil, con esculturas y relieves de animales en hueso y cuerno, así como miles de grabados en pequeñas placas de piedra, que en unas pocas ocasiones representan motivos abstractos de líneas y puntos o secuencias de muescas y surcos. La mayor colección de arte mueble en Europa se ha encontrado en la Cueva del Parpalló, en el territorio municipal español de Gandía, contando con más de 5.600 placas grabadas y pintadas. Se fabricaban también adornos como colgantes de cisne de ámbar o cuentas de marfil y cuerno en Rusia. Llaman la atención las figurillas de Venus, talladas con detalle y representando a mujeres de formas exageradas. En el arte rupestre se observa un estilo análogo, ya que se han descubierto bajorrelieves de Venus que tal vez representen a una diosa madre. Pero el grueso del arte parietal está en los valles del Vézère y del Dordoña (en Francia), en los Pirineos y en la cordillera Cantábrica (en España), si bien se han encontrado pinturas y grabados en yacimientos muy alejados de estas regiones.
Los cromañones se extendieron rápidamente por todas las áreas eurosiberianas, coexistiendo con los neandertales durante unos 10 000 años, lo que, según la mayoría de los investigadores, fue el desencadenante de que estos últimos produjeran las industrias châtelperronienses y comenzaran a utilizar adornos personales como collares de cuentas o de dientes. Pero algunos autores creen que fueron los neandertales los inventores del modo 4 y que los cromañones lo copiaron, ya que, dicen, esta tecnología no se la encuentra inicialmente fuera de Europa. Incluso pudieron haberla creado ambos de forma paralela, imitándose mutuamente. Además, en algún yacimiento del norte ibérico no hay diferencias claras entre la economía y el instrumental lítico de los musterienses previos y los auriñacienses posteriores. Algo que sí ocurre en otros yacimientos. Para Eiroa, los orígenes del modo 4 estarían  en diferentes áreas de Oriente Próximo y Europa entre 47-37 000 AP. En lugares como Ksar Aqil (Líbano), Boker Tachtit (Néguev) y, quizás, Starojelse (Crimea) se habría producido una transición entre el método Levallois y las técnicas de hojas que se extenderían por toda Europa.
Industrias neandertales similares a la chatelperroniense han sido identificadas con distintas denominaciones en Italia (Uluzziense), Europa central (Szeletiense) o Bulgaria (Bachokiriense). En la Iberia mediterránea y, posiblemente, en las penínsulas itálica, balcánica y de Crimea, los neandertales permanecieron como únicos pobladores, mientras al norte se extendían sus competidores. Está comprobado que el río Ebro actuó como frontera hasta hace unos 30 000 años: en el Cantábrico y Cataluña hay yacimientos auriñacienses previos a esas fechas, mientras que al sur son todos musterienses.
La expansión de los cromañones por Europa representa una paradoja: los neandertales que habían evolucionado en un continente medio congelado por el último periodo glacial fueron desplazados y eliminados por los recién llegados de la cálida África. Al producirse el paroxismo glacial hace unos 25 000 años los neandertales habían ya desaparecido de sus últimos refugios mediterráneos, convertidos para entonces en frías estepas. Los sistemas simbólicos de los cromañones les permitieron forjar alianzas a larga distancia, compartir conocimientos y adaptarse a las adversas condiciones climáticas, mejorando y diversificando las prestaciones de su tecnología.

## Paleolítico superior africano y asiático
En Sudáfrica, el Stillbayense final muestra una tendencia hacia las puntas foliáceas de tipología solutrense. En el Oriente Próximo, el denominado Emiriense se identifica con unas puntas y otros útiles líticos y óseos de características auriñacienses y con una antigüedad de 35-30 000 años. Su última fase se denominará Kebariense, ya relacionada con el Mesolítico.
En Japón hay yacimientos con talla laminar datados entre 25-20 000 AP. En Mal'ta, cerca del lago Baikal, un campamento de cazadores de mamuts de hace 25 000 años ha deparado un enterramiento infantil y obras de arte hechas con marfil. En el valle del Nilo se han identificado las industrias sebilienses, con una datación de 14-12 000 AP y tendencia hacia el microlitismo. En China, la cueva superior del yacimiento de Zhoukoudian presenta raspadores, hojas y adornos de influencia siberiano-mongola, fechados entre 20-16 000 AP. En Borneo hay más de treinta yacimientos en cueva de hace 14 000 años con pinturas rupestres. Asimismo, se han excavado yacimientos del Paleolítico superior en Tailandia, India, Pakistán, Sri Lanka, Irán e Irak.

## Paleolítico superior en Oceanía
En los momentos de máximo rigor de la última glaciación se formó un puente terrestre desde la península de Malaca hasta Bali (bautizado como plataforma Sonda), así como entre Nueva Guinea, Australia y Tasmania (plataforma Sahul), existiendo un rosario de islas entre ambas que obligaban a salvar tramos marinos con menos de sesenta kilómetros. Este paso debió ser franqueado por el H. sapiens entre 60-45 000 AP y quizás hacia el 10 000 AP de nuevo, utilizando para ello embarcaciones hechas de bambú. Inicialmente se distribuyeron por la costa de Nueva Guinea y el área septentrional australiana, para luego ir penetrando hacia el interior y el sur del continente, llegando a Tasmania hace unos 34 000 años. El yacimiento del lago Mungo, en Nueva Gales del Sur, ha aportado los restos humanos más antiguos conocidos, de hace 42 000 y 30 000 años, alguno con ocre en sus huesos y otros con evidencias de cremación. También se han encontrado en él 457 huellas dejadas por el pie de un humano de 1,90 m de altura corriendo. Las representaciones de arte rupestre aparecen en abrigos, cuevas y sitios al aire libre repartidos por casi todo el territorio australiano, excepto Tasmania. Los mejores ejemplos están en el norte y, con diferentes variantes, han tenido continuidad hasta nuestros días en el arte aborigen.

## Periodo lítico o Paleoindio
La llegada del H. sapiens a América está sujeta a fuertes controversias: unos sostienen que no pudo ser antes de hace unos 16 000 años, mientras que otros calculan la primera entrada en el continente entre 72-47 000 años AP, llegando algunos a proponer fechas más antiguas que estas últimas. Sí que hay un cierto consenso en establecer el estrecho de Bering como lugar de paso, habiéndose prácticamente descartado la teoría de una migración transoceánica. Durante el último periodo glacial el nivel del mar en esta zona bajó hasta 85 m, emergiendo un puente terrestre de 1600 km de ancho que debió ser cruzado en diversas ocasiones. Además, no se puede descartar la posibilidad de una navegación de cabotaje similar a la que hasta tiempos recientes realizaban los esquimales. Las fechas más antiguas propuestas para yacimientos de Alaska son de entre 32-27 000 años AP, aunque también se han anunciado dataciones sobre los 30 000 años AP para lugares de Texas o Idaho. En Sudamérica se han propuesto fechas de unos 30 000 años para Pedra Furada, en Brasil y para un asentamiento cercano al de Monte Verde, Chile, pero hay muchas dudas acerca de la correcta interpretación de los datos y su cronología.
Algunos autores han establecido una periodización para la Prehistoria americana cuya correlación con el Paleolítico superior sería el denominado Periodo lítico, subdividido en:
- Estadio pre-puntas de proyectil o Lítico inferior, que sería plenamente aplicable sólo en el oeste de Estados Unidos y morfológicamente sería similar al modo técnico 2.
- Estadio paleoindio, con las clásicas puntas Clovis o Folsom, cuyas derivaciones llegaron hasta tiempos históricos.
- Estadio protoarcaico.

Aunque también se utilizan las definiciones de Paleoindio antiguo y Paleoindio reciente, de América del norte o de América del Sur.

## Cronología aproximada
- 31000–27000 A P: Venus de Dolní Vestonice, en la República Checa, cerca de Brno, la pieza arqueológica de cerámica más antigua conocida en el mundo.[18]
- 29 000-25 000 A P: Oscilación de Paudorf, clima menos frío.
- c. 26 000 A P: en el Norte de África empieza el segundo período pluvial musteriense.
- c. 25 000 A P: Venus de Petřkovice, figura femenina de cerámica, en Ostrava (República Checa). Pinturas en la cueva de Pech-Merle, Francia.
- c. 24 000 A P: en Europa se extinguen los neandertales, la última especie de humanos no Homo sapiens.
  - Último máximo glacial:
- c. 24 000 A P: Dama de Brassempouy, figura femenina tallada en marfil, Gruta del Papa, en la población de Brassempouy de las Landas (sur de Francia).
- c. 24 000–23 000 A P: Venus de Willendorf, figura femenina esculpida en caliza, hallada en Aggsbach, Austria.
- c. 22 000 A P: en el norte de África termina el segundo período pluvial musteriense.
- Apogeo de la glaciación de Würm: los glaciares cubren Groenlandia, Canadá, la mitad de las islas británicas, toda Escandinavia y Siberia, la cordillera del Himalaya, Australia, Nueva Zelanda, la cordillera de los Andes. Hay tanta agua atrapada por el hielo que el nivel del mar bajó hasta 150 metros en algunos puntos. Se estima que la población humana en todo el mundo rondaba los 6 millones.
- En el noreste de Siberia se crea la cultura dyuktai. Se cree que los colonizadores habrían migrado desde el norte de China.

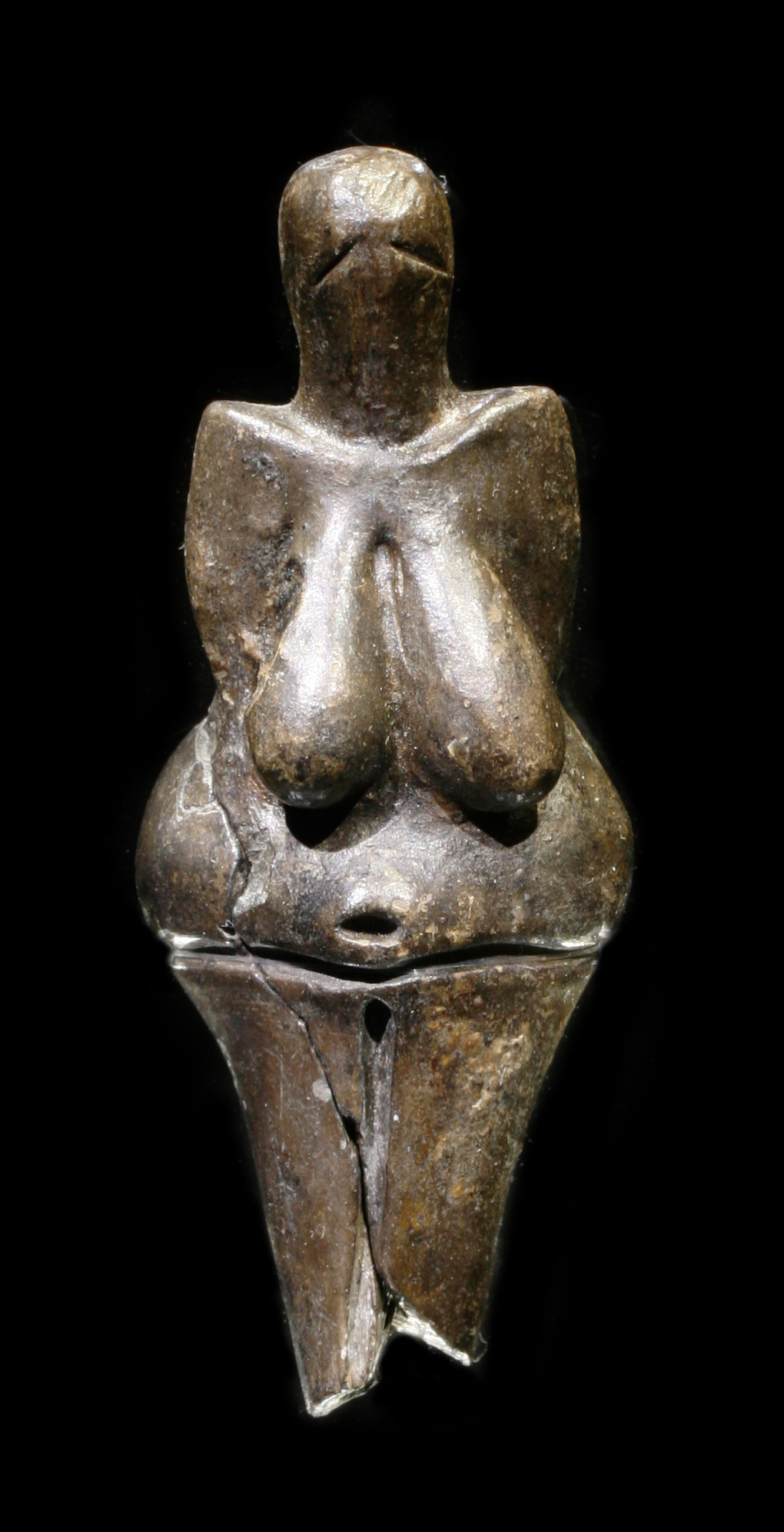
Venus de Dolní Vestonice.

- c. 20 000 A P: pinturas de caballos en la cueva Pech Merle, en Dordoña (Francia). Las representaciones fueron descubiertas en diciembre de 1994.
- c. 20 000–13 000 A P: lanza con cabeza de íbex aziliense en Le Mas d'Azil, en Ariège (Francia).
- c. 20 000–14 000 A P: en la aldea de Mezhirich (Ucrania), los seres humanos conviven con mamuts.
- c. 19 000 A P: manos pintadas en la cueva Pech Merle, en Dordoña (Francia). Fueron descubiertas en diciembre de 1994.
- c. 19 000–17 000 A P: pinturas de toros en el «Salón de los Toros» y pinturas de aves con cabeza de hombre, bisontes y rinocerontes en la caverna de Lascaux (Francia). Descubiertas en 1940 y cerradas al público en 1963.
- c. 19 000–17 000 A P: lámpara con diseño de íbex en la cueva La Mouthe, en Dordoña (Francia).
- c. 18 500 A P: pinturas en la cueva Cosquer, en Cap Margiou (Francia).
- c. 18 000-14 000 A P: pinturas de mujeres embarazadas y ciervos en la cueva De Laugerie Basse (Francia).
- c. 17 000 A P: pinturas de bisontes en Le Tuc d'Audoubert, en Ariège (Francia).
- c. 16 000 A P: pinturas de bisontes en el techo de la cueva de Altamira (España). Descubiertas en 1879 pero no aceptadas como auténticas hasta 1902.
- 15 000 A P: fecha aproximada del comienzo de la extinción masiva del Holoceno.
- 14 000-13 000 A P: Oscilación de Bølling, clima menos frío.
- 14 000 A P: primeras evidencias en Egipto de la molienda de semillas silvestres.
- 13 500-12 000 A P: primeras vasijas de cerámica, en Japón.
- 12 000-11000 A P: Oscilación de Allerød, clima menos frío.
- 12 000 A P: en el Levante mediterráneo y Siria, cazadores recolectores natufienses comienzan a cultivar cereales silvestres.
- 12 000 A P: en Japón comienza la cultura Jomon.
- 12 000 a 11000 A P: se extinguen los mastodontes.
- 11 600 A P aprox.: fin del período de glaciación Dryas Reciente, el límite entre el Pleistoceno y el Holoceno (y tradicionalmente el límite entre el Paleolítico y el Mesolítico).
- 11 500 A P: en Göbekli Tepe se construyeron templos de piedra, considerados en la actualidad como los más antiguos del mundo.

### Paleoamericano
- Entre el 50 000 y el 23 000 A P: por distintas vías inicia el poblamiento de América.
- c. 16 000 A P: en el Monumento Nacional Hovenweep, viven varias familias paleoindias, en busca de caza mayor.
- c. 15 000 A P: Primeros rasgos humanos encontrados con pictogramas en la Serranía de Chiribiquete.[19][20]
- 14 000 A P: en Monte Verde (sur de Chile) un grupo de cazadores recolectores habitan en chozas.
- 14 000 A P: se inicia el Cenolítico de la etapa lítica de la historia de México, de acuerdo con José Luis Lorenzo.
- 13 500 A P: se comienzan a producir las puntas Clovis en América del Norte, consideradas como la evidencia más antigua de la presencia humana en el continente de acuerdo con la teoría del poblamiento tardío.
- 13 500-12 000 A P: casas de madera en Chile, las primeras de América del Sur.
- 13 000 A P: en la Cueva de las Manos (Patagonia argentina) varios pobladores dejan pruebas de su asentamiento.
- 13 000 A P: en la isla de Santa Rosa (frente a las costas de California) muere el hombre de Arlington Springs.
- 13 000 A P: frente a las costas de Yucatán (México), los pobladores depositan los cadáveres de sus familiares en cuevas.[21]
- c. 13 000-18 000 A P: Se inicia el poblamiento de Colombia.[22]
- 12 000 A P: en la Cueva de las Manos pintan animales en las paredes. Hacia el 550 a. C. grabarán la imagen negativa de sus manos (esténcil aerográfico) y hacia el 180 a. C. la imagen positiva de las manos (apoyándolas pintadas).
- c. 8 500 AP: Grupos de humanos como la cultura abriense, habitaron el altiplano cundiboyacence.[23]

## Otras cronoculturas de este periodo
Desde el Cuadro sinóptico de las principales culturas prehistóricas:

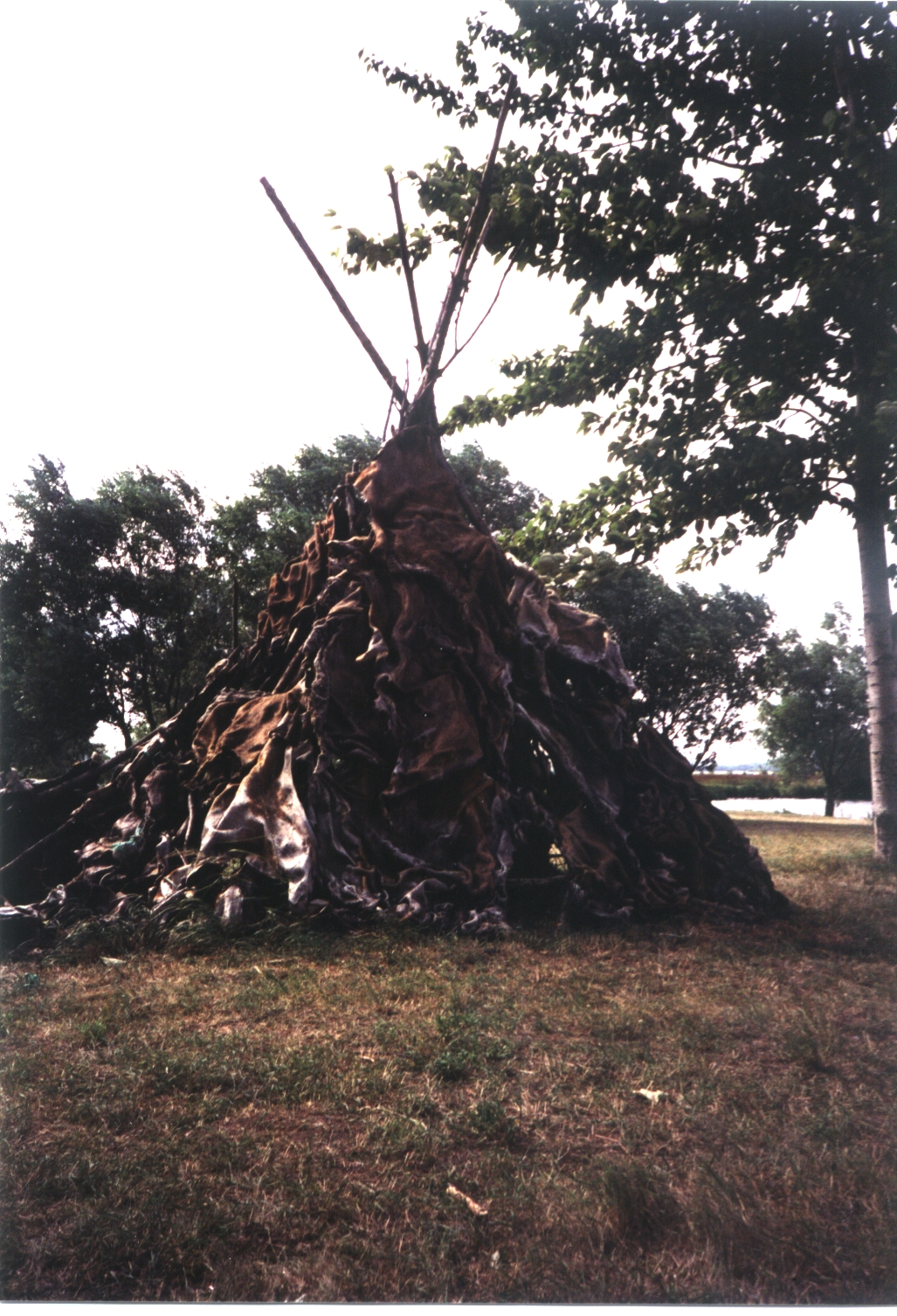
Reconstrucción de una vivienda del Paleolítico superior.

Norte y oeste de África, incluido el Sáhara:
- 32 000 A P, cultura ateriense
- 12 000 A P, culturas ibero-maurusiana, sebiliana

Resto de África:
- 52 000 A P, cultura fauresmithian
- 32 000 A P, cultura stillbayan
- 12 000 A P, cultura lupembian
- 11 000 A P, cultura magosiense
- 9000 A P, cultura wiltonian

Asia occidental, incluido Oriente Próximo:
- 52 000 A P, cultura jabroudian
- 42 000 A P, cultura amoudian
- 32 000 A P, cultura emirian

Sur, centro y norte de Asia:
- 32 000 A P, cultura angara
- 11 000 A P, cultura khandivili

Asia oriental y sudoriental:
- 52 000 A P, culturas ordos y ngandong
- 32 000 A P, cultura sen-doki
- 10 000 A P, cultura hoabinhian

América:
- Monte Verde I (14 800 A P), en Chile.
- Cueva del Guitarrero (13 000 A P), en Perú.
- Cultura Clovis (11 050–10 800 A P): en el sur de EE. UU., México y Centroamérica.